# John Horton Conway
John Horton Conway (Liverpool, 26 de desembre de 1937- Princeton, 11 d'abril de 2020) va ser un prolífic matemàtic anglès actiu en la teoria de grups finits, la teoria de nusos, la teoria de nombres, la teoria de jocs combinatoris i la teoria de la codificació. També va contribuir a moltes branques de la matemàtica recreativa, en particular, a la invenció de l'autòmat cel·lular anomenat el joc de la vida.
Conway va ser professor de matemàtiques a la Universitat de Princeton. Va estudiar a Cambridge, on va començar la recerca gràcies a Harold Davenport. Va rebre el Premi Berwick (1971); va ser elegit membre de la Royal Society (1981); fou el primer guardonat amb el Premi Pólya (LMS, 1987); va guanyar el premi Nemmers Matematics (1998) i rebé el Premi Leroy P. Steele per a l'Exposició Matemàtica (2000) de la Societat Americana de Matemàtiques.

## Biografia
Des dels onze anys tenia clar que la seva ambició era convertir-se en un matemàtic. Després de sortir de l'escola secundària, va entrar al Caius College de Cambridge per estudiar matemàtiques. Va obtenir la llicenciatura l'any 1959 i va començar a realitzar investigacions en la teoria de nombres supervisat per Harold Davenport. Després d'haver resolt el problema obert proposat per Davenport en l'escriptura dels nombres com els imports de les competències de sessions, Conway va interessar-se en els ordinals infinits. El seu interès pels jocs va començar durant els seus anys d'estudis a Cambridge, on va esdevenir un àvid jugador de backgammon: passà hores jugant-hi a la sala comuna. Va obtenir el doctorat el 1964 i va ser nomenat membre College i professor de Matemàtiques de la Universitat de Cambridge.
Va abandonar Cambridge el 1986 per a assumir la càtedra John von Neumann de Matemàtiques a la Universitat de Princeton, que mantingué fins al final de la seva carrera. També fou visitant regular a Mathcamp i MathPath, programes d'estiu de matemàtiques per a estudiants de secundària i estudiants d'escola intermèdia, respectivament.
Conway residia a Princeton, Nova Jersey.

## Assoliments

### Teoria de jocs combinatoris
Entre els matemàtics aficionats, va ser potser més conegut per les seves contribucions a la teoria de jocs combinatòria (CGT), una teoria de jocs partidistes. Aquesta, la va desenvolupar amb Elwyn Berlekamp i Guy Richard, i amb ells també va ser coautor del llibre guanyador Winning Ways for your Mathematical Plays. Va escriure el llibre On Numbers and Games (ONAGA), que estableix els fonaments matemàtics de la CGT.
Horton Conway va ser un dels inventors del joc del Plançó ('brots'), i també del philosopher's footbal. Va desenvolupar una anàlisi detallada de molts altres jocs i trencaclosques, com el Soma Cube, Peg Solitaire, i els Conway's Soldiers.
Conway va inventar un nou sistema de nombres, els surreals, que estan estretament relacionats amb certs jocs i han estat objecte d'una novel·la matemàtica de Donald Knuth. També va inventar una nomenclatura per als nombres extraordinàriament grans, la notació de fletxa encadenada de Conway (Conway chained arrow notation).
Va ser conegut per la invenció del joc de la vida, un dels primers exemples encara vigent d'un autòmat cel·lular.

### Geometria
A mitjans de la dècada de 1960 amb Michael Guy, fill de Richard Guy, va establir que hi ha seixanta-quatre policromes uniformes convexes, excloent dos grups infinits de formes prismàtiques. En la investigació van descobrir el gran antiprisma, el políedre uniforme non-Wythoffian.

### Teoria de nusos
Conway descobrí un mètode alternatiu per calcular el polinomi d'Alexander mitjançant una variant que ara s'anomena polinomi d'Alexander-Conway. Després de romandre inactiu durant més d'una dècada, aquest concepte va esdevenir el centre de treball en la dècada de 1980 en la novel·la de Polinomis nus. Conway seguí desenvolupant la teoria de nusos i va inventar un sistema de notació de la tabulació de nusos, avui dia conegut com a notació de Conway, en completar les taules de nusos de fins a 10 encreuaments.

### Teoria de grups
Va treballar en la classificació dels grups finits simples i va descobrir els grups de Conway. Va ser l'autor principal de l'Atles dels grups finits, donant propietats de molts grups senzills finits. Juntament amb col·laboradors, va construir les primeres representacions concretes d'alguns dels grups esporàdics. Més concretament, van descobrir tres grups esporàdics basats en la simetria del reticle de Leech, que han estat designats grups de Conway.
Amb Norton Simon, va formular el conjunt de conjectures sobre el grup monstre amb funcions modulars, que va ser anomenat llum de la lluna monstruosa per ells.

### Teoria de nombres
Com a estudiant graduat, va demostrar la conjectura d'Edward Waring: que cada nombre enter pot ser escrit com la suma de 37 nombres, cada un elevat a la cinquena potència, encara que Jingrun Chen resolgué el problema de manera independent abans que el treball pogués ser publicat.

### Àlgebra
També va realitzar treballs en àlgebra, centrant-se especialment en quaternions i octonions. Juntament amb Neil James Alexander Sloane, va inventar el sistema d'icosians.

### Algorismes
Per al càlcul del dia de la setmana, va inventar l'algorisme Doomsday. L'algorisme és bastant simple per a qualsevol persona amb capacitat d'aritmètica bàsica per a fer càlculs mentalment. Conway, en general, podia donar-ne la resposta correcta en menys de dos segons. Per millorar la seva velocitat, practicava càlculs en el seu equip, que estava programat a l'atzar cada vegada que s'iniciava una sessió.

### Física teòrica
El 2004, Conway i Simon B. Kochen, un altre matemàtic de Princeton, van demostrar el teorema de lliure albir, una versió sorprenent del principi de les variables de la mecànica quàntica: assenyala que, donades certes condicions, un experimentador pot decidir lliurement la quantitat de mesura en un experiment en particular; llavors les partícules elementals han de ser lliures per triar la seva gira per tal de realitzar els mesuraments de conformitat amb les lleis físiques. En termes de provocació de Conway: "si els experimentadors tenen lliure albir, llavors també ho fan les partícules elementals."